# 권력지상주의
권력지상주의(權力至上主義)란 아비투스의 가장 중요한 요인인 권력으로 부, 위신, 지위 등 모든 것을 가질 수 있다는 절대 이론이다.

## 같이 보기
- 정치인
- 재벌
- 권위
- 권력
- 비자금
- 사회정의
- 권력자
- 노예제
- 봉건주의
- 사회주의
- 3S 정책
- 엘리트주의
- 아시아적 가치